# Lauksargis
Dans la mythologie lituanienne, Lauksargis est le dieu des champs, gardien des terres cultivées et du bétail. On s'adresse à lui lorsqu'on va semer ou labourer. Lauksargis défend les champs contre l'infertilité et les désastres (pluie, grêle). Martynas Mažvydas fait référence à Lauksargis, le comparant à la Lauka māte lettonne.
Plus tard, il est également mentionné par Jan Łasicki comme Laukpatis (Laukpatimo), et est identifié comme le dieu des champs, des semences et du grain.